# 스티븐 워녹
스티븐 데이비드 워녹(Stephen David Warnock, 1981년 12월 12일 ~ )은 잉글랜드 출신의 전 프로 축구 선수이다. 포지션은 왼쪽 풀백의 위치에서 활동하는 수비수이다. 그는 잉글랜드 국가대표로 2경기를 뛰었으며 2010년 FIFA 월드컵에 잉글랜드 소속으로 참여했다.

### 클럽
리버풀 FC
- 프리미어리그 준우승 (1): 2001-02
- FA 컵 우승 (2): 2000-2001,2005-06
- 풋볼 리그 컵 우승 (2): 2000-2001,2002-03
  - 풋볼 리그 컵 준우승 (1): 2004-05
- 커뮤니티 실드 우승 (1): 2001,2006
  - 커뮤니티 실드 준우승 (1): 2002
- UEFA 챔피언스리그 우승 (1): 2004-05
- FIFA 클럽 월드컵 준우승 (1): 2005
- UEFA 슈퍼컵 우승 (1): 2001,2005